# Одивелаш (район)
Одивелаш (порт. Odivelas) — район (фрегезия) в Португалии, входит в округ Лиссабон. Является составной частью муниципалитета Одивелаш. Находится в составе крупной городской агломерации Большой Лиссабон. По старому административному делению входил в провинцию Эштремадура. Входит в экономико-статистический субрегион Большой Лиссабон, который входит в Лиссабонский регион. Население составляет 53 448 человек на 2001 год. Занимает площадь 5,02 км².
Покровителем района считается Иисус Христос (порт. Jesus).

## Демография
| Численность населения муниципалитета по годам | Численность населения муниципалитета по годам | Численность населения муниципалитета по годам | Численность населения муниципалитета по годам | Численность населения муниципалитета по годам | Численность населения муниципалитета по годам | Численность населения муниципалитета по годам | Численность населения муниципалитета по годам | Численность населения муниципалитета по годам |        |
| --------------------------------------------- | --------------------------------------------- | --------------------------------------------- | --------------------------------------------- | --------------------------------------------- | --------------------------------------------- | --------------------------------------------- | --------------------------------------------- | --------------------------------------------- | ------ |
| 1862                                          | 1864                                          | 1890                                          | 1900                                          | 1911                                          | 1920                                          | 1930                                          | 1991                                          | 2001                                          | 2011   |
| 1362                                          | 1562                                          | 1577                                          | 1924                                          | 2486                                          | 2647                                          | 3101                                          | 52 823                                        | 53 448                                        | 59 559 |